# Роуздејл (Мисури)
Роуздејл (енгл. Rosendale) град је у америчкој савезној држави Мисури.

## Демографија
По попису из 2010. године број становника је 143, што је 37 (-20,6%) становника мање него 2000. године.
| Група             | 2000.       | 2010.       |
| Белци             | 178 (98,9%) | 141 (98,6%) |
| Афроамериканци    | 0 (0,0%)    | 0 (0,0%)    |
| Азијати           | 0 (0,0%)    | 0 (0,0%)    |
| Хиспаноамериканци | 1 (0,6%)    | 1 (0,7%)    |
| Укупно            | 180         | 143         |